# Mala Armenija
Mala Armenija (lat. Armenia Minor ili Armenia Inferior; arm. Փոքր Հայք - Pok'r Hayq), povijesna regija naseljena Armencima na zapadu i sjeverozapadu nekadašnjeg Armenskog Kraljevstva odnosno sjeverozapada Armenskog Kraljevstva Cilicije. 

## Zemljopis
Mala Armenija predstavlja dio Armenske visoravni (danšnja turska regija Istočna Anatolija), te približno se nalazi u današnjim provincijama Sivas (Sebasteia, {Սեբաստիա), Erzincan (Երզնկա), Gumushane (Αργυρούπολις, Argirocastron), Malatya (Melitena, (Մելիտենէ, Մալաթիա).

## Poveznice
- Armensko Kraljevstvo (stari vijek)